# 16. јул
16. јул (16.7.) је 197. дан године по грегоријанском календару (198. у преступној години). До краја године има још 168 дана.

## Догађаји
- 1054 — Кардинал Хумберт од Силва Кандиде, изасланик папе Лава IX, и цариградски патријарх Михајло су екскомуницирали један другог, што се узима за крајњи чин Великог раскола.
- 1212. - Битка код Лас Навас де Толоса, једна од најзначајнијих битака реконкисте.
- 1661 — Први пут у Европи једна банка је издала папирне новчанице. То је учинила Стокхолмска банка.
- 1790 — Амерички председник Џорџ Вашингтон је потписао Закон о резиденцији, одобривши место дуж реке Потомак за будући главни град САД, што ће касније постати Вашингтон.
- 1861 — Основано је Српско народно позориште у Новом Саду.
- 1867 — Жозеф Моније, француски вртлар, патентирао је у Паризу армирани бетон.
- 1917 — Спречен покушај бољшевика у преузимању власти у Русији. Лав Троцки је био ухапшен, а Лењин се повукао у илегалу.
- 1925 — У Багдаду је почело заседање првог изабраног парламента Ирака.
- 1935 — Постављен први паркинг мерач на свету у Оклахома Ситију.
- 1945 — У пустињи код града Аламогордо у држави Нови Мексико војска САД је извршила Тринити тест, прву пробу атомске бомбе.
- 1950 — На стадиону Маракана у Рио де Жанеиро фудбалска екипа Уругваја у финалу светског првенства победила екипу Бразила резултатом 2:1.
- 1951 — Белгијски краљ Леополд III абдицирао у корист сина Бодуена.
- 1965 — Отворен је 11,6 km дуг тунел испод Монблана који је повезао Италију и Француску.
- 1969 — Аполо 11, амерички свемирски брод, лансиран је из Кејп Канаварела у историјску мисију ка Месецу.
- 1976 — Бивша португалска колонија Источни Тимор анектирана од стране Индонезије, чиме је постао индонежанска 27. покрајина.
- 1979 — Садам Хусеин је постао председник Ирака.
- 1990 — У земљотресу на Филипинима погинуло више од 1.600 људи.
- 1994 — Делови комете Шумејкер-Ливи 9 су почели да ударају у планету Јупитер, а први фрагмент је изазвао ватрену лопту чија је температура достизала око 24.000 К.
- 1998 — Албанци са Косова и Метохије конституисали паралелан косовски парламент. Полиција је запосела просторије и запленила документа о раду парламента.
- 2001 —
  - Хуан Антонио Самаран, председник Међународног олимпијског комитета од 1980. године, пензионисан а затим именован за почасног председника МОК. Наследио га је Жак Рог, белгијски хирург.
  - Кинески и руски председници Ђанг Цемин и Владимир Путин потписали пријатељски пакт којим су постављени принципи партнерства две земље у функцији заштите својих интереса.
- 2003 — Војним ударом је свргнута влада афричке острвске државе Сао Томе и Принсипе. То се догодило док је председник Фрадике де Менезес био у приватној посети у Нигерији.

## Рођења
- 1796 — Жан Батист Камиј Коро, француски сликар. (прем. 1875)
- 1858 — Петар Бојовић, српски војсковођа и војвода. (прем. 1945)
- 1872 — Роалд Амундсен, норвешки истраживач, први човек који је стигао на Јужни пол. (прем. 1928)
- 1896 — Тригве Ли, норвешки политичар, 1. генерални секретар Организације уједињених нација. (прем. 1968)
- 1907 — Барбара Стенвик, америчка глумица, модел и плесачица. (прем. 1990)
- 1911 — Џинџер Роџерс, америчка глумица, певачица и плесачица. (прем. 1995)
- 1920 — Младен Шермент, хрватски глумац. (прем. 1999)
- 1941 — Мишо Ковач, хрватски певач.
- 1942 — Маргарет Корт, аустралијска тенисерка.
- 1948 — Рубен Бладес, америчко-панамски глумац и певач.
- 1956 — Тони Кушнер, амерички књижевник и сценариста.
- 1963 — Сречко Катанец, словеначки фудбалер и фудбалски тренер.
- 1963 — Горан Пандуровић, српски фудбалски голман и фудбалски тренер.
- 1964 — Мигел Индураин, шпански бициклиста, петоструки победник Тур де Франса.
- 1967 — Срђан Ваљаревић, српски књижевник.
- 1967 — Вил Ферел, амерички глумац, комичар, продуцент и сценариста.
- 1971 — Кори Фелдман, амерички глумац.
- 1980 — Џеси Џејн, америчка порнографска глумица и модел. (прем. 2024)
- 1981 — Зак Рандолф, амерички кошаркаш.
- 1986 — Тимофеј Мозгов, руски кошаркаш.
- 1988 — Серхио Бускетс, шпански фудбалер.
- 1989 — Гарет Бејл, велшки фудбалер.
- 1991 — Андрос Таунсенд, енглески фудбалер.
- 1991 — Александра Шип, америчка глумица и музичарка.

## Смрти
- 1342 — Карло Роберт, краљ Угарске (1308—42) (рођ. 1288)
- 1557 — Ана Клевска, енглеска краљица, 4. супруга краља Хенрија VIII (рођ. 1515)[1]
- 1896 — Насир ел Дин Шах Каџар, персијски краљ (рођ. 1831)
- 1896 — Едмон де Гонкур, француски писац (рођ. 1822)
- 1960 — Алберт Кеселринг, немачки фелдмаршал авијације (рођ. 1885)
- 1981 — Неда Спасојевић, позоришна, филмска и ТВ глумица (рођ. 1941)
- 1985 — Хајнрих Бел, немачки књижевник и добитник Нобелове награде за књижевност 1972. године (рођ. 1917)
- 1989 — Херберт фон Карајан, аустријски диригент (рођ. 1908)
- 1994 — Џулијан Швингер, амерички физичар, добитник Нобелове награде за физику. (рођ. 1918)
- 1995 — Стефан Спендер, британски песник (рођ. 1909)
- 1999 — Џон Кенеди Млађи, амерички новинар, адвокат и издавач, син Џона Кенедија (рођ. 1960)
- 2000 — Ђерђ Петри, мађарски песник и дисидент (рођ. 1943)
- 2003 — Селија Круз, кубанска салса певачица (рођ. 1925)
- 2017 — Џорџ Ромеро, америчко-канадски глумац, режисер и сценариста (рођ. 1940)

## Празници и дани сећања
- Српска православна црква слави:
  - Свети мученик Јакинт
  - Преподобни Анатолије
- 622 — Сматра се да овим датумом почиње прва година исламског календара. Тог дана је Мухамед са својим присталицама напустио Меку да би основао центар ислама у Медини.
- Национални дан сладоледа у САД. Увео га Роналд Реган.
- Међународни дан дрега